# Gare de Dixmude
La gare de Dixmude (en néerlandais : station Diksmuide) est une gare ferroviaire belge de la ligne 73, de Deinze à La Panne (frontière), située à proximité du centre ville de Dixmude dans la province de Flandre-Occidentale en Région flamande.
Elle est mise en service en 1858 par la Compagnie du chemin de fer de Lichtervelde à Furnes. C'est une gare de la Société nationale des chemins de fer belges (SNCB) desservie par des trains InterCity (IC), Touristiques (T) et Heure de pointe (P).

## Situation ferroviaire
Établie à 8 m d'altitude, la gare de Dixmude est située au point kilométrique (PK) 50,971 de la ligne 73, de Deinze à La Panne (frontière), entre les gares ouvertes de Kortemark et de Furnes. Au sud de Dixmude, la ligne est à voie unique.
C'était une gare de bifurcation avec la ligne 74, de Dixmude à Nieuport (hors service), avant l'ancienne gare de Kaaskerke (disparue).

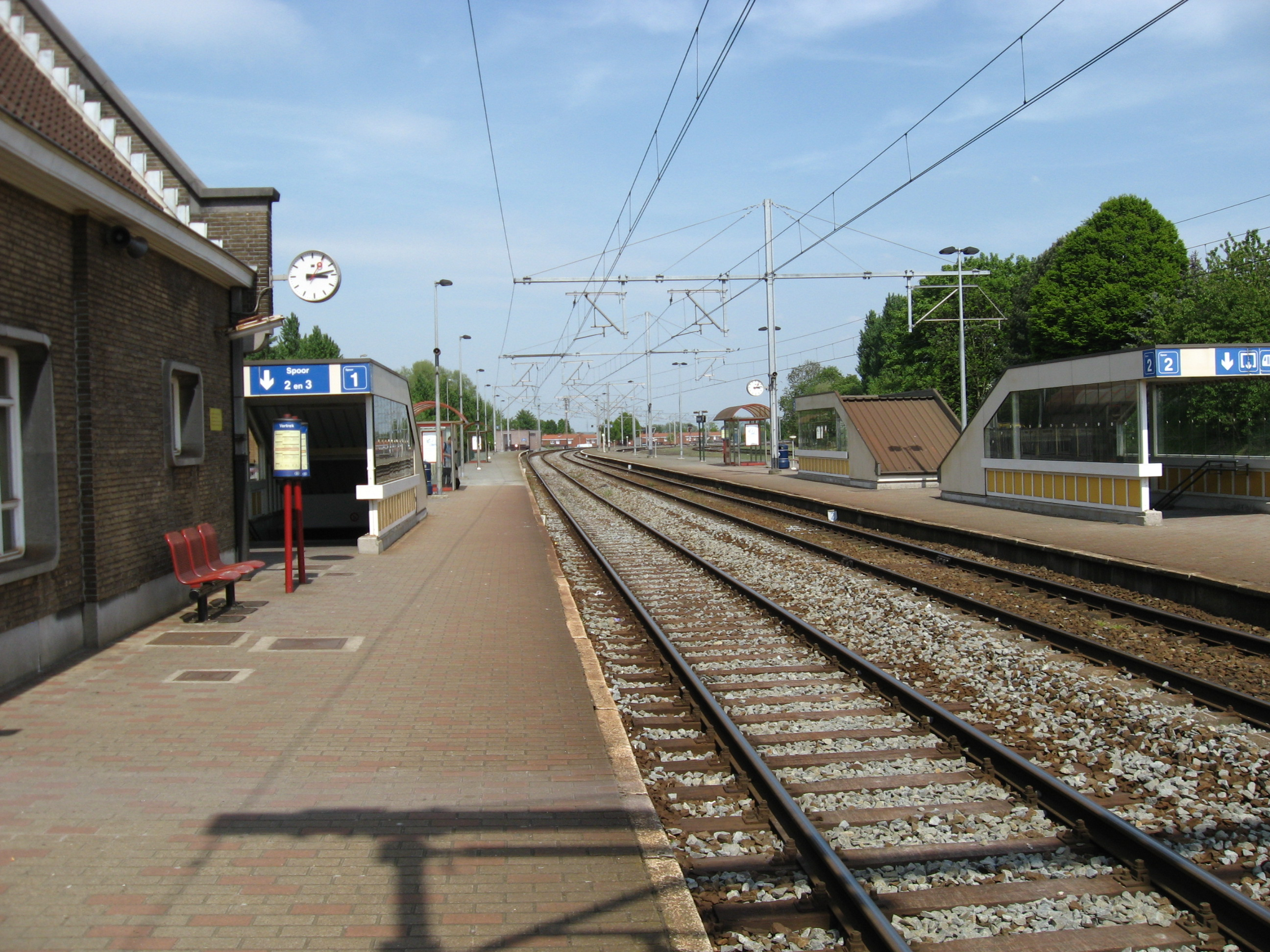
Intérieur de la gare.

## Histoire
La station de Dixmude est mise en service le 18 mai 1858, par la Compagnie du chemin de fer de Lichtervelde à Furnes, lorsqu'elle ouvre à l'exploitation la section de Lichtervelde à Furnes.
La gare est détruite pendant la Première Guerre mondiale et reconstruite dans les années 1960 ; dans l'intervalle, un bâtiment provisoire occupait les lieux.
Le service des marchandises est fermé en 1992.

## Service des voyageurs

### Accueil
Gare SNCB, elle dispose d'un bâtiment voyageurs, avec guichet, ouvert tous les jours. Des aménagements, équipements et services sont à la disposition des personnes à la mobilité réduite. Elle est équipée d'une consigne à bagages automatique.
Un souterrain permet la traversée des voies et le passage d'un quai à l'autre.

### Desserte
Dixmude est desservie par des trains InterCity (IC), Heure de pointe (P) et Touristiques (T) de la SNCB, qui effectuent des missions sur la ligne 73 : La Panne - Gand Saint-Pierre (voir brochure SNCB).
En semaine, la desserte comprend :
- des trains IC-28 entre La Panne et Anvers-Central (limités à Gand-Saint-Pierre tôt le matin et tard le soir) ;
- deux paires de trains P entre Schaerbeek et La Panne (vers Schaerbeek le matin, retour en soirée) ;
- une paire de trains P vers entre La Panne et Gand-Saint-Pierre (vers Gand le matin, retour l’après-midi).

Les week-ends et jours fériés, la desserte est composée de trains IC-29 entre La Panne et Landen. Un unique train P à destination des étudiants circule les dimanches soir de La Panne à Louvain.
Durant les congés, la paire de trains P entre La Panne et Gand ne circule pas. En revanche, la SNCB met à disposition des voyageurs deux trains touristiques (T) de Bruxelles-Nord à La Panne le matin, retour le soir (en semaine comme les week-ends).

### Intermodalité
Un parc pour les vélos et un parking pour les véhicules y sont aménagés. Elle est desservie par des bus De Lijn.

## Comptage voyageurs
Ce graphique et tableau montre le nombre de voyageurs embarquant en moyenne durant la semaine, le samedi et le dimanche.
| Nombre de passagers qui embarquent à la gare de Dixmude | Nombre de passagers qui embarquent à la gare de Dixmude | Nombre de passagers qui embarquent à la gare de Dixmude | Nombre de passagers qui embarquent à la gare de Dixmude |
|                                                         | Semaine                                                 | Samedi                                                  | Dimanche                                                |
| ------------------------------------------------------- | ------------------------------------------------------- | ------------------------------------------------------- | ------------------------------------------------------- |
| 1977                                                    | 339                                                     | 116                                                     | 322                                                     |
| 1978                                                    | 398                                                     | 122                                                     | 217                                                     |
| 1979                                                    | 359                                                     | 117                                                     | 306                                                     |
| 1980                                                    | 413                                                     | 115                                                     | 340                                                     |
| 1981                                                    | 434                                                     | 100                                                     | 344                                                     |
| 1982                                                    | 417                                                     | 92                                                      | 342                                                     |
| 1983                                                    | 379                                                     | 110                                                     | 303                                                     |
| 1984                                                    | 418                                                     | 120                                                     | 308                                                     |
| 1985                                                    | 523                                                     | 120                                                     | 303                                                     |
| 1986                                                    | 484                                                     | 136                                                     | 275                                                     |
| 1987                                                    | 506                                                     | 87                                                      | 287                                                     |
| 1988                                                    | 511                                                     | 106                                                     | 307                                                     |
| 1989                                                    | 510                                                     | 117                                                     | 260                                                     |
| 1990                                                    | 501                                                     | 130                                                     | 300                                                     |
| 1991                                                    | 497                                                     | 167                                                     | 370                                                     |
| 1992                                                    | 519                                                     | 137                                                     | 299                                                     |
| 1993                                                    | 501                                                     | 155                                                     | -                                                       |
| 1994                                                    | 350                                                     | 119                                                     | 125                                                     |
| 1995                                                    | 468                                                     | 138                                                     | 346                                                     |
| 1996                                                    | 488                                                     | 166                                                     | 280                                                     |
| 1997                                                    | 484                                                     | 183                                                     | 356                                                     |
| 1998                                                    | 490                                                     | 161                                                     | 606                                                     |
| 1999                                                    | 422                                                     | 144                                                     | 310                                                     |
| 2000                                                    | 569                                                     | 262                                                     | 477                                                     |
| 2001                                                    | 575                                                     | 268                                                     | 528                                                     |
| 2002                                                    | 551                                                     | 280                                                     | 578                                                     |
| 2003                                                    | 583                                                     | 289                                                     | 502                                                     |
| 2004                                                    | 634                                                     | 248                                                     | 442                                                     |
| 2005                                                    | 632                                                     | 332                                                     | 536                                                     |
| 2006                                                    | 625                                                     | 322                                                     | 512                                                     |
| 2007                                                    | 660                                                     | 300                                                     | 652                                                     |
| 2008                                                    | -                                                       | -                                                       | -                                                       |
| 2009                                                    | 644                                                     | 224                                                     | 412                                                     |
| 2010                                                    | -                                                       | -                                                       | -                                                       |
| 2011                                                    | -                                                       | -                                                       | -                                                       |
| 2012                                                    | 588                                                     | 202                                                     | 515                                                     |
| 2013                                                    | 1 461                                                   | 232                                                     | 594                                                     |
| 2014                                                    | 552                                                     | 207                                                     | 620                                                     |
| 2015                                                    | 582                                                     | 261                                                     | 432                                                     |
| 2016                                                    | 544                                                     | 188                                                     | 480                                                     |
| 2017                                                    | 619                                                     | 238                                                     | 492                                                     |
| 2018                                                    | 608                                                     | 237                                                     | 450                                                     |
| 2019                                                    | 569                                                     | 244                                                     | 415                                                     |
| 2020                                                    | 428                                                     | 224                                                     | 351                                                     |
| 2021                                                    | -                                                       | -                                                       | -                                                       |
| 2022                                                    | 564                                                     | 239                                                     | 466                                                     |
| 2023                                                    | 686                                                     | 257                                                     | 466                                                     |
| 2024                                                    | 561                                                     | 298                                                     | 486                                                     |

## Gare des tramways
De 1906 à 1954 une gare de la Société nationale des chemins de fer vicinaux est en service en face de la gare du chemin de fer. Elle dispose d'un dépôt qui est devenu le lieu d'arrêt des bus et cars et d'un bâtiment qui, contrairement à celui de la gare SNCB, a survécu aux deux guerres mondiales.

Galerie de photographies
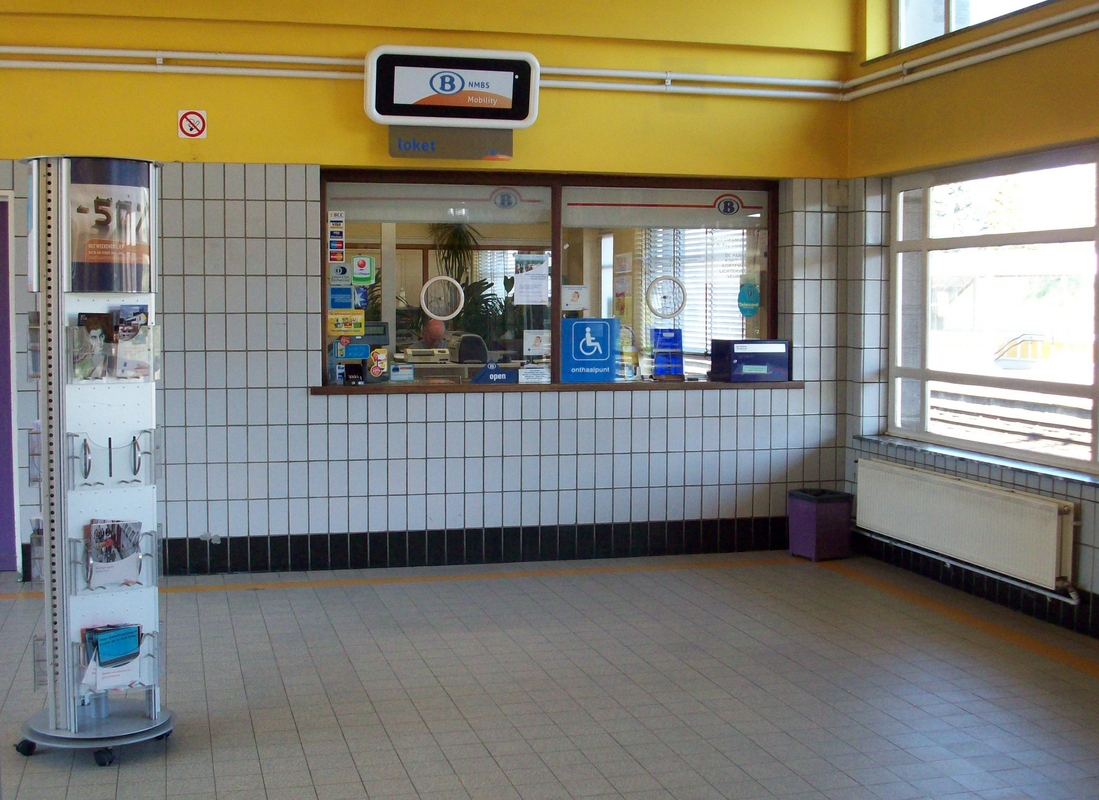
Guichets.
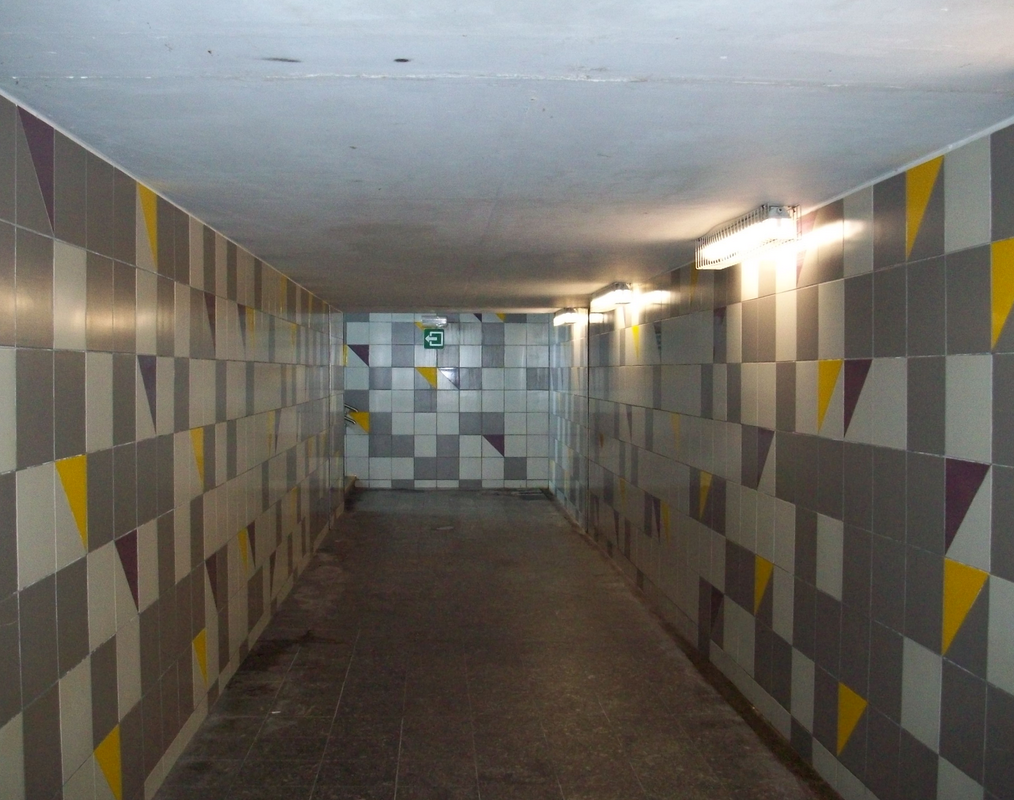
Souterrain.
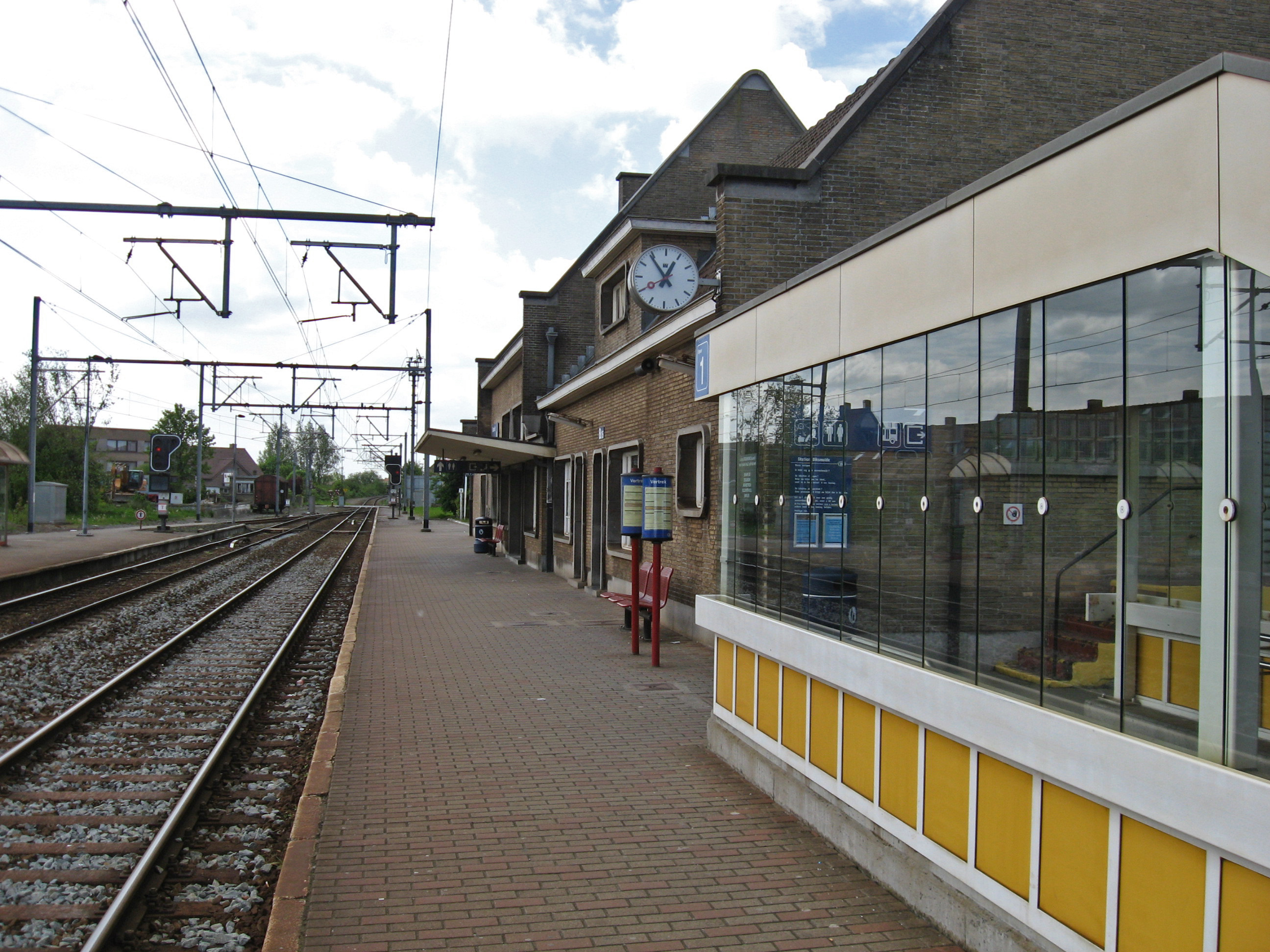
Voies et quais.
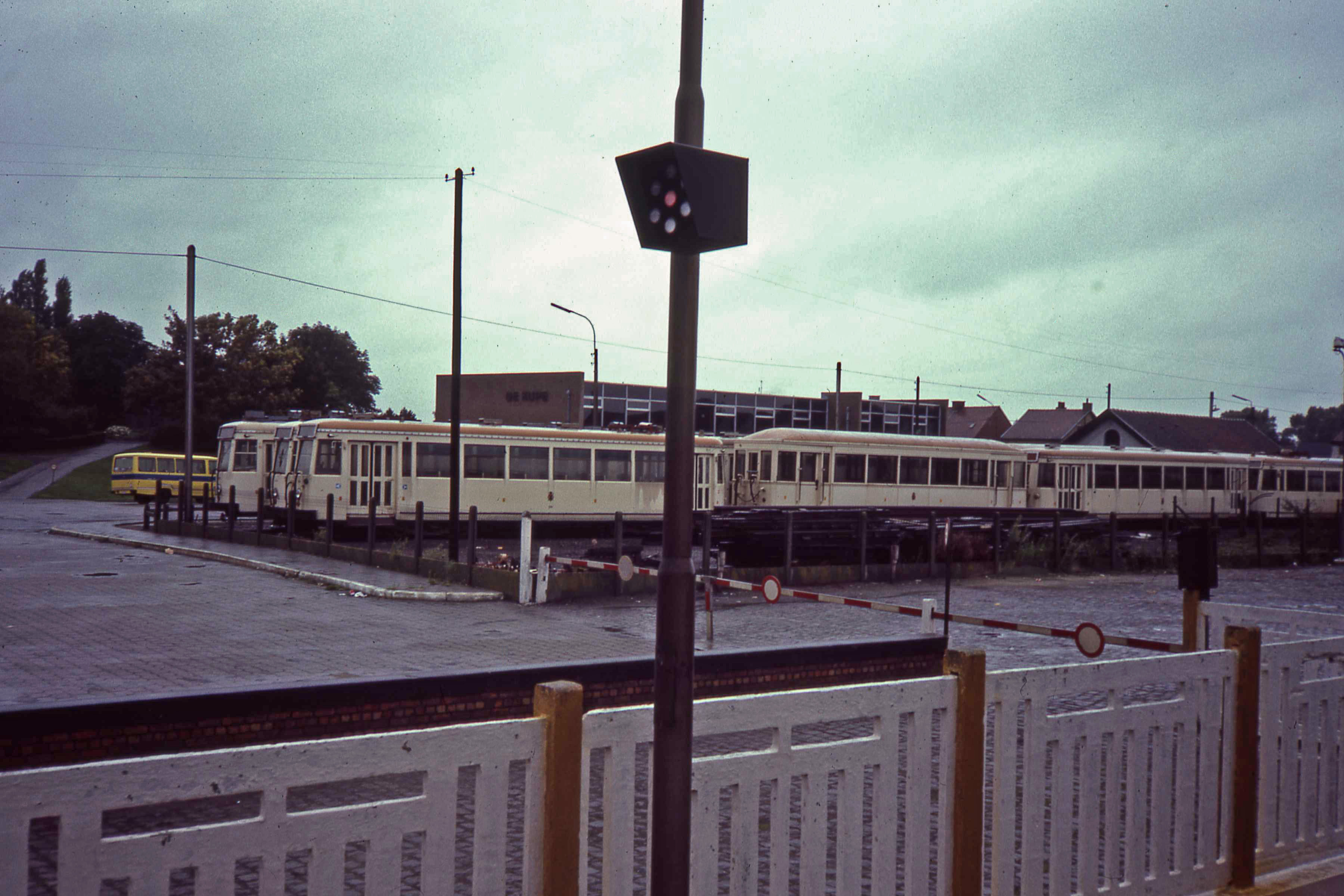
Dépôt SNCV en 1984.
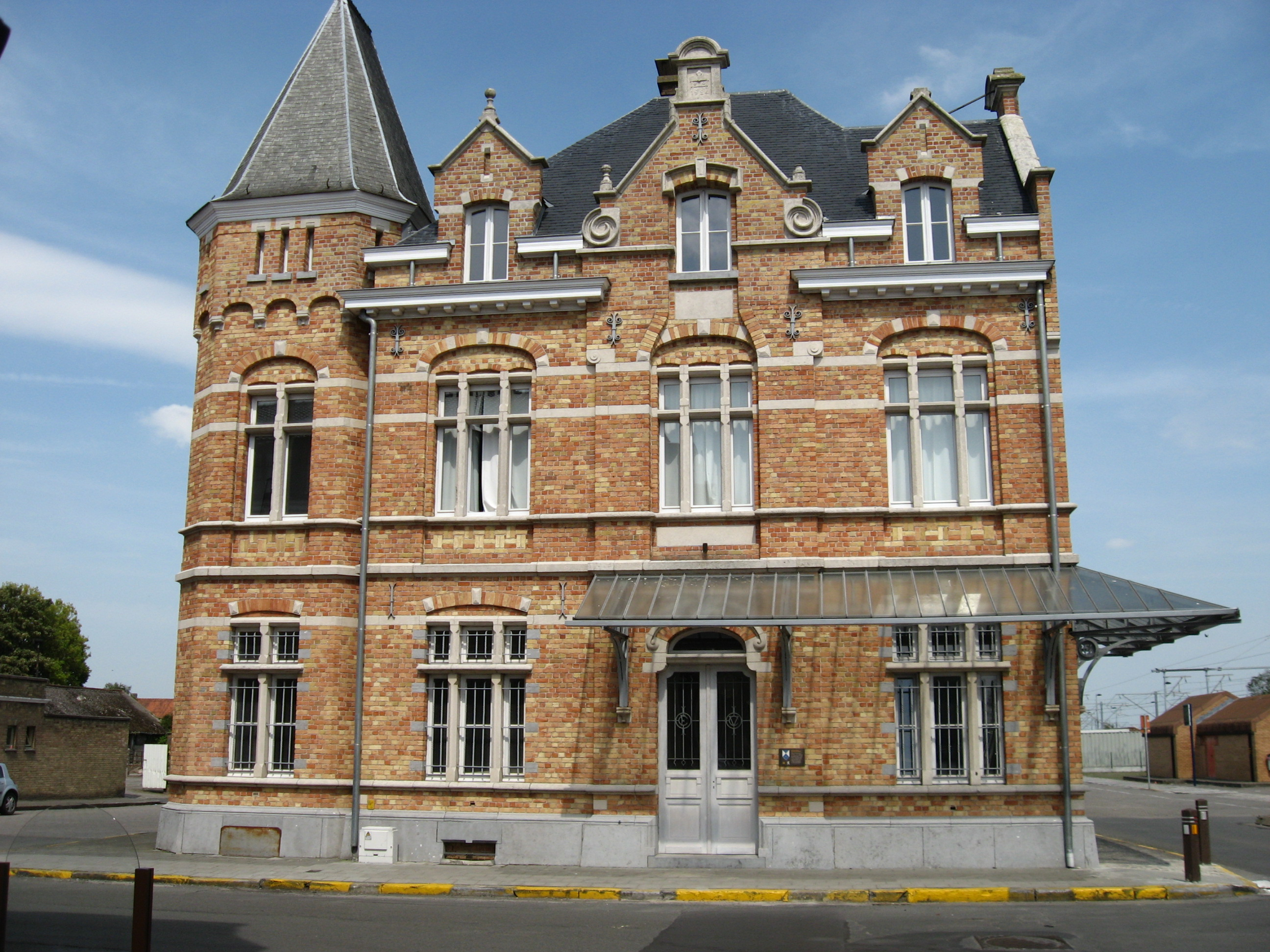
Ancienne gare vicinale.
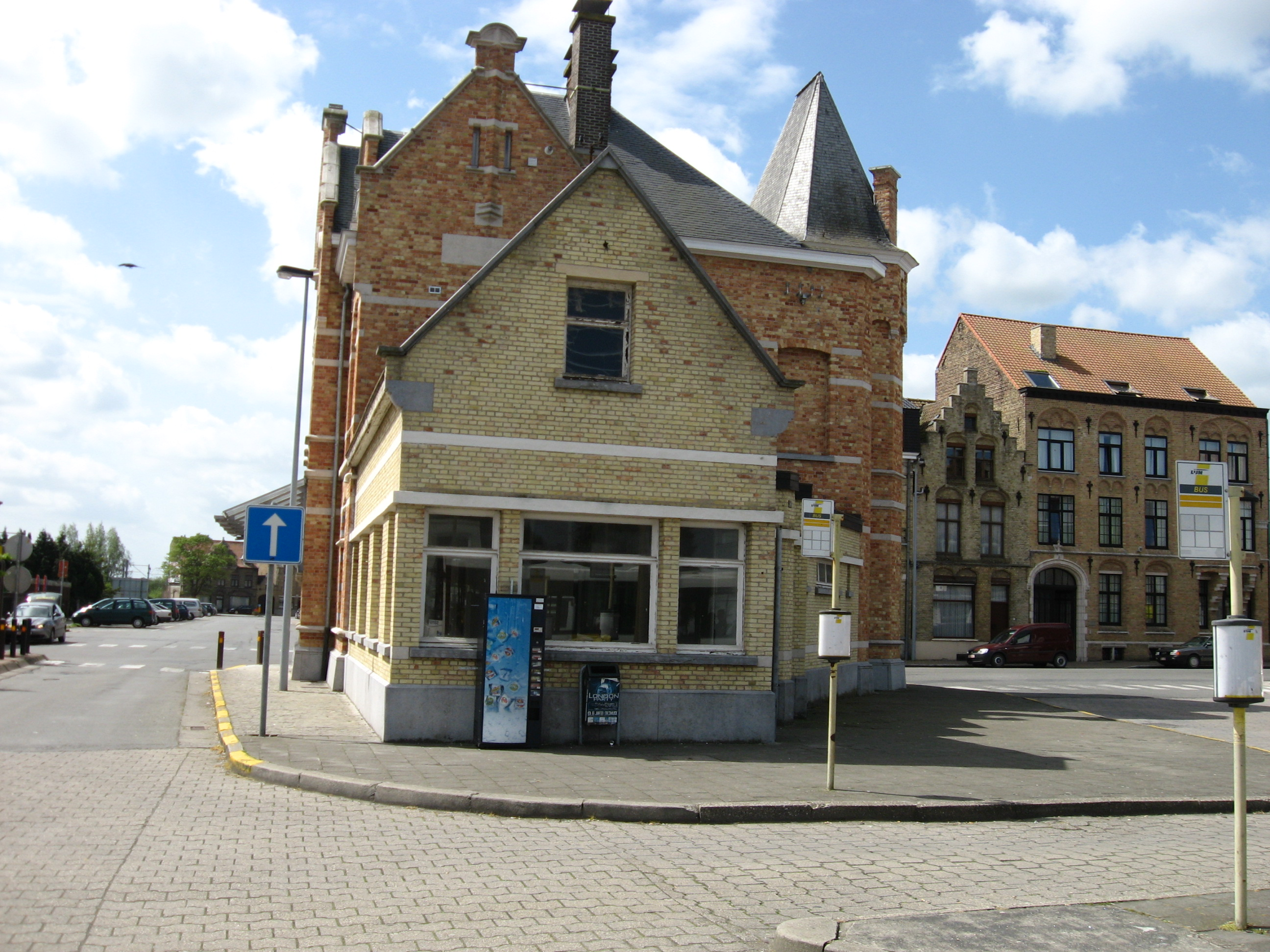
Ancienne gare vicinale.